# Cámara de Gran Angular 3

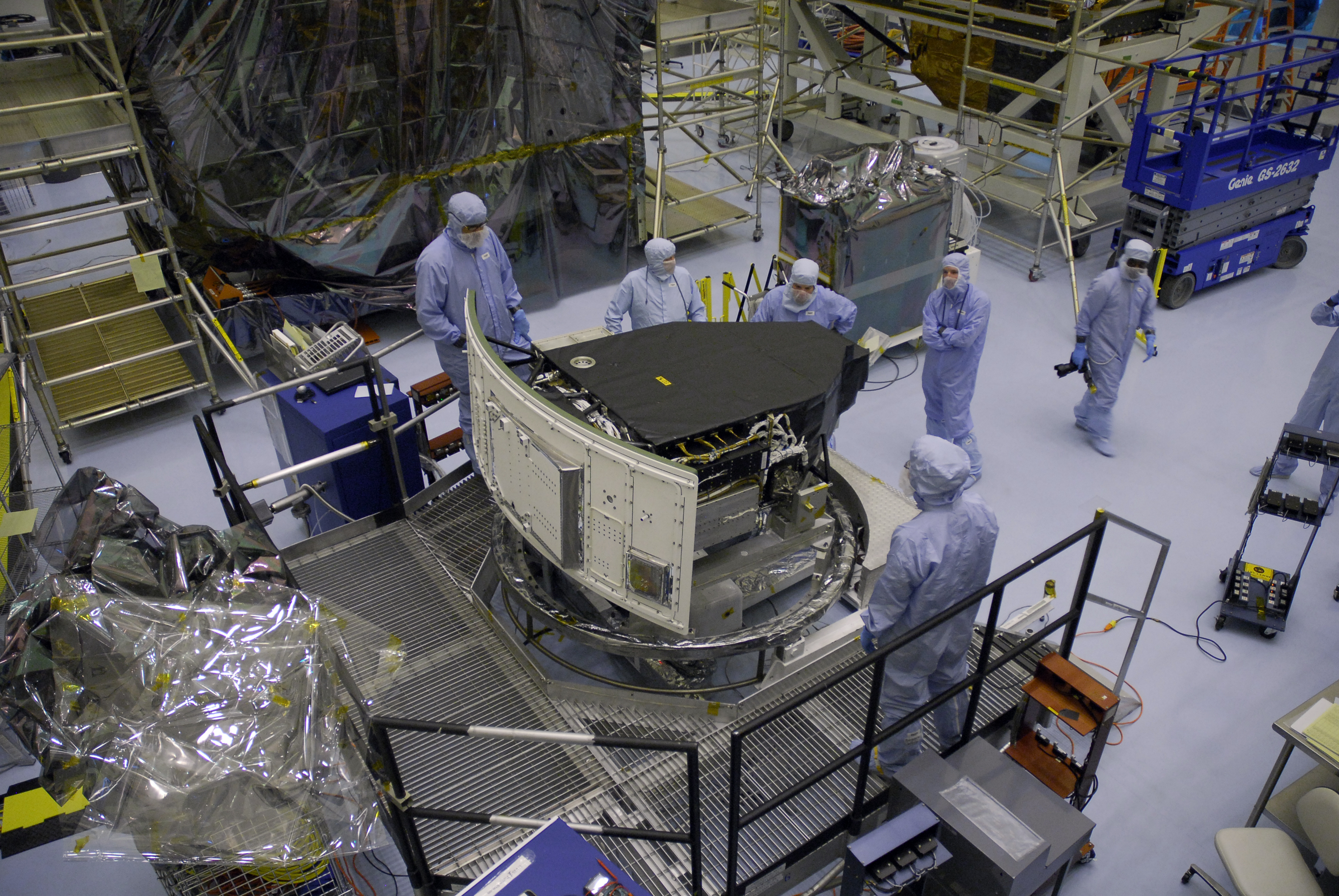
La Cámara de Gran Angular 3 siendo preparada para su lanzamiento a bordo de la STS-125.

La Cámara de Gran Angular 3 (en inglés, Wide Field Camera 3 o WFC3) es una cámara que fue montada en el telescopio espacial Hubble en la Misión de Servicio 4 (STS-125). Esta misión, programada para el 8 de octubre de 2008, fue pospuesta hasta el 22 de mayo de 2009 debido al fallo de un importante componente del telescopio que hizo que la NASA decidiera posponer la misión para poder preparar uno nuevo y entrenar a la tripulación en su sustitución. 
Esta cámara sustituyó a la Cámara Planetaria y de Gran Angular 2 y es la última y más avanzada en tomar fotografías en el espectro visible en el telescopio Hubble.
WFC3 cuenta con dos sensores CCD de detección UV/visible, cada uno de 2048×4096 píxeles, y un detector de IR separada de 1024×1024, capaces de recibir la radiación infrarroja hasta 1700 nm.

## Descripción técnica
Está diseñada para tomar imágenes en un campo de visión amplio. Posee dos caminos independientes para la luz que reciba: un canal óptico que poseerá dos sensores CCD que toman imágenes en el rango de 200 nm a 1000 nm de longitud de onda, y un segundo canal para trabajar en el infrarrojo cercano, de 800 nm a 1700 nm, compuesto por un conjunto de detectores. Ambos canales poseerán un conjunto de filtros de banda ancha y de banda estrecha.